# 羽島市民会館
羽島市民会館（はしましみんかいかん）は、岐阜県羽島市にある公共施設（集会施設、体育施設）である。

## 概要
明治百年記念事業として1968年（昭和43年）12月6日開館。
市民の文化向上、教養向上、福祉増進を目的とした施設である。
指定管理者制度を導入しており、技研サービスが管理運営する。
隣接して（同一敷地内）羽島市福祉ふれあい会館がある。

## 施設概要
- ホール
  - 広さは715.6㎡。
  - 市民会館の2階にあり、3階と4階が固定席（616席）がある。ホールの手前はバスケットボールなどが使用できるコート（体育施設）となっており、コートに移動席（800席）を設置が可能である。
- 会議室（1 - 3）
- ロッカー室

## 所在地
- 岐阜県羽島市福寿町浅平3丁目25

## 利用案内
- 開館時間 : 9:00 - 21:00
- 休館日 : 年末年始（12月29日～1月4日）
- 施設は有料。事前予約が必要。

## 交通アクセス

### 公共交通機関
- 名鉄竹鼻線 羽島市役所前駅下車、徒歩で約8分。
- 名鉄羽島線 新羽島駅下車、徒歩で約10分。
- JR東海道新幹線 岐阜羽島駅下車、徒歩で約10分。
- 羽島市コミュニティバス東・はしまわる線、西・はしまわる線、中・はしまわる線、温泉・はしまわる線「市民会館」バス停より徒歩ですぐ。

## 周辺施設
- 羽島市福祉ふれあい会館 - 隣接している。
- 羽島市いきいき元気館
- 羽島市役所
- 岐阜県立羽島高等学校
- 羽島市立竹鼻中学校
- 羽島市立竹鼻小学校
- 羽島市立福寿小学校
- 羽島市役所前駅
- 新羽島駅
- 岐阜羽島駅